# Polonium
 Der er for få eller ingen kildehenvisninger i denne artikel, hvilket er et problem. Du kan hjælpe ved at angive troværdige kilder til de påstande, som fremføres i artiklen.

Polonium (opkaldt efter Marie Curies oprindelsesland Polen, fra det latinske navn for Polen "Polonia") er et grundstof med atomnummer 84 i det periodiske system, og har det kemiske symbol Po. Det har flere isotoper end noget andet grundstof og de er alle radioaktive. Eksempelvis er polonium-210 en alfakilde.

## Isotoper

### Polonium-210
210Po er en isotop af polonium som bl.a. kan findes i cigaretrøg. 210Po er en radioaktiv alfakilde, der har en halveringstid på 138,376 dage. Den henfalder til blyisotopen 206Pb. I de fleste tilfælde sker henfaldet uden udsendelse af gammastråling. Kun for ca. hver 100.000. henfald udsendes gammastråling, hvilket gør isotopen vanskelig at detektere og identificere. Således er alfa-spektroskopi en bedre målemetode end gamma-spektroskopi for denne isotop.
Et milligram 210Po udsender ligeså mange alfapartikler per sekund som 4215 milligram 226Ra. Nogle få curie fra 210Po udsender en blå glød, der skyldes excitation af den omgivende luft. Et enkelt gram 210Po genererer 140 watt.

## Praktisk anvendelse
Fordi den udsender mange alfapartikler, der i tætte materialer stoppes hurtigt og afgiver deres energi, har 210Po været brugt som letvægtsvarmekilde til radioisotopgeneratorer i satellitter[kilde mangler]. Tilsvarende blev 210Po-varmekilder anvendt af Lunokhod-køretøjerne på måneoverfladen, til at holde deres indre varme i løbet af månenatten (på 14 jorddøgn).
I 2006 blev den Putin-kritiske, russiske forfatter Alexander Litvinenko forgiftet med 210Po og døde tre uger efter.
Også den palæstinensiske leder Yasser Arafat kan være forgiftet af 210Po.